# Ursprung und Ansatz
Ein Skelettmuskel ist über Sehnen, also den bindegewebigen Anteil eines Muskels mindestens an zwei Punkten befestigt, die in der Anatomie Ursprung und Ansatz genannt werden. Die meisten Ansätze und Ursprünge der Muskeln sind am Skelett befestigt, einige Muskeln sind auch an Faszien angeheftet, die zu Aponeurosen verstärkt sein können. Anatomisch sind die Begriffe auch für die Befestigungspunkte von Bändern gebräuchlich.

## Definition
Die Unterscheidung zwischen Muskelansatz (Insertio) und -ursprung (Origo) ist oft willkürlich. Als Ursprung wird der zumeist unbeweglichere Teil (Punctum fixum), als Ansatz der bewegte Teil (Punctum mobile) bezeichnet. Diese Unterscheidung lässt sich aber auf viele Muskeln nicht ohne weiteres anwenden, vor allem ist das Begriffspaar Punctum fixum/Punctum mobile terminologisch nicht mit dem Begriffspaar Ursprung/Ansatz synonym. Des Weiteren können auch Punctum fixum und Punctum mobile nicht absolut festgelegt werden, da ein Muskel mal den einen Anheftungspunkt bewegen kann, mal einen anderen. So trägt der zum Musculus quadriceps femoris gehörende M. rectus femoris im Liegen auf dem Rücken zur Aufrichtung des Oberkörpers bei. Er hat seinen Ursprung am Darmbein, welcher im Regelfall auch Punctum fixum (z. B. bei Hebung des Oberschenkels im Stand) ist. Im oben genannten Fall ist jedoch dieser Anheftungspunkt am Darmbein und damit am zu hebenden, das heißt zu bewegenden Oberkörper Punctum mobile. Die Festlegung dieses Punktes als Ursprung wird jedoch beibehalten.
An den Gliedmaßen wird generell die rumpfnahe (proximale) Anheftung als Ursprung bezeichnet, der rumpfferne (distale) entsprechend als Ansatz. Für die Muskeln des Schultergürtels wird in der Regel die Befestigung am Rumpf als Ursprung, die am Schultergürtel als Ansatz bezeichnet. Bei den Rückenmuskeln liegt der Ursprung unten (bei Tieren hinten), der Ansatz weiter oben (vorn). In einigen Fällen sind sie einfach willkürlich festgelegt. 
Ein Muskel kann mehrere Ursprünge haben, diese verschiedenen Ursprungsanteile bezeichnet man als Muskelkopf (Caput). Die Anzahl der Köpfe war für einige Muskeln namensgebend. Der Musculus biceps brachii („zweiköpfiger Muskel des Oberarms“) besitzt beispielsweise beim Menschen zwei Ursprungssehnen, die an unterschiedlichen Punkten des Schulterblatts entspringen. Der ansatzseitige Anteil eines Muskels wird als Muskelschwanz (Cauda musculi) bezeichnet. Ein Muskel kann auch mehrere Ansätze besitzen, in dem sich die Endsehne teilt und an unterschiedlichen Knochenpunkten anheftet. Der Musculus biceps brachii besitzt beispielsweise auch zwei Ansätze, nämlich an Elle und Speiche.

## Befestigung am Skelett
Die Sehnenansatzzone, egal ob Ansatz oder Ursprung, an den Knochen ist an Apophysen anders als an Diaphysen. 
Bei den apophysären Sehnenansatzzonen findet sich am Knochen-Sehnen-Übergang Faserknorpel, welcher am Übergang zum Knochen mineralisiert. Hier erfolgt also ein allmählicher Übergang von straffem, parallelfaserigen Bindegewebe (Straffes Bindegewebe) über eine nicht mineralisierte (mit zwischen die Bindegewebsfasern eingestreuten Knorpelzellen) und mineralisierte Faserknorpelzone zum Knochen. Die Knorpelzellen dämpfen ruckartige Anspannungen der Sehne durch ihre Elastizität und haben so indirekt eine Stoßdämpferfunktion.
Die diaphysäre Anheftung erfolgt über Sharpey-Fasern. Hier wird die Dämpfung über eine Verflechtung der Kollagenfasern der Sehne mit elastischen Fasern des Stratum fibrosum des Periosts erreicht.
Die Lage der Ansatzzonen auf den Knochen ist wie die Länge der betroffenen Knochen von der körperlichen Ausprägung des jeweiligen Individuums (z. B. Körpergröße, Verhältnis von Rumpflänge zur Länge der Extremitäten, siehe Anthropometrie) abhängig. Daraus ergeben sich teilweise große Unterschiede für die Eignung einzelner Personen zur Ausführung bestimmter Bewegungen.